# Thomas Laurell
Thomas Laurell, född 20 september  1961, är en svensk civilingenjör i elektroteknik, professor och forskare inom biomedicin. Han är son till Carl-Bertil Laurell och Anna-Brita Laurell och yngst i en syskonskara om fem. 
Thomas Laurell är professor i medicinska och kemiska mikrosensorer vid Institutionen för biomedicinsk teknik på Lunds Tekniska Högskola. Han invaldes 2007 som ledamot nr 1616 av Kungliga Ingenjörsvetenskapsakademien  och Kungliga Fysiografiska Sällskapet i Lund samt blev 2010 ledamot av Kungliga vetenskapsakademien. Han är sedan 2015 Fellow vid School of Engineering på Tokyos universitet.